# Cerritos de García
Cerritos de García är en ort i Mexiko.   Den ligger i kommunen Cuernavaca och delstaten Morelos, i den sydöstra delen av landet, 50 km söder om huvudstaden Mexico City. Cerritos de García ligger 1 624 meter över havet och antalet invånare är 583.
Terrängen runt Cerritos de García är varierad, och sluttar söderut. Runt Cerritos de García är det mycket tätbefolkat, med 1 463 invånare per kvadratkilometer. Närmaste större samhälle är Cuernavaca, 6,3 km sydväst om Cerritos de García. I omgivningarna runt Cerritos de García växer huvudsakligen savannskog.